# 福斯娱乐集团
福斯娛樂集團（FEG）是美國一家娛樂產業，擁有電影製片公司和從事地面電視、有線電視和衛星電視等業務，現為21世紀福斯公司旗下21世紀福斯美國公司（21st Century Fox America, Inc.，21CFA）全資擁有的子公司，由澳大利亞裔美國人鲁伯特·默多克創建。21世紀福斯公司是由新聞集團在2013年分拆而成，繼承了原公司的全部法律權責及影視傳媒業務；而另一家公司（新的新聞集團）則繼承了原新聞集團的新聞出版業務。
福斯娛樂集團的名稱是為了紀念20世紀福斯電影公司的創始人威廉·福斯。
2019年3月20日，隨著迪士尼並購福斯，福斯娛樂集團宣佈分拆，其中由默多克統領的電視网部門重組為福斯公司，而電視製作部門併入華特迪士尼電視集團，電影部門併入華特迪士尼影業集團。

## 沿革
- 1985年5月6日，麥拓美迪（Metromedia）集團宣布旗下電視台、麥拓美迪製作公司（Metromedia Producers Corp.）售予新聞集團及二十世紀福斯[5][6]，新聞集團翌日註冊成立福斯娛樂集團公司（Fox Entertainment Group, Inc.）。
- 1986年3月6日，與麥拓美迪交易完成，日後組織至1990年代逐漸成形。
- 1998年8月14日，提交美国证券交易委员会資料顯示，福斯娛樂集團營業地址已從洛杉磯遷至紐約[7]；11月11日，在纽约证券交易所上市首次公开募股，當時交易代號NYSE: FOX。[8]
- 2001年9月25日，新聞集團註冊成立全資子公司福斯收購公司（Fox Acquisition Corp）。
- 2005年1月6日，註冊成立福斯娛樂集團有限責任公司（Fox Entertainment Group, LLC）；3月21日，新聞集團宣布完成福斯娛樂集團（非前者）換股，採簡式合併（short-form merger）方式將福斯娛樂集團併入福斯收購，該公司沿襲福斯娛樂集團名稱為承繼法人。[9]
- 2015年9月10日，結束福斯娛樂集團公司登記，改以21世紀福斯美國操作FEG控股有限責任公司（FEG Holdings, LLC）持有的福斯娛樂集團有限責任公司取代[10]。
- 2019年3月20日，华特迪士尼公司正式收购福斯娱乐集团，随后福斯娱乐集团的电影制作部门并入华特迪士尼影业集团，而电视制作部门则改为单独运营。福斯娱乐集团至此宣布解散。

## 公司業務

### 電影娛樂
- 20世紀福斯電影公司
  - 福斯2000電影公司（Fox 2000 Pictures）
  - 福斯國際製片公司（Fox International Productions）
  - 福斯探照灯影业
  - 20世紀福斯動畫公司（英语：20th Century Fox Animation）
- 20世紀福斯家庭娛樂公司（英语：20th Century Fox Home Entertainment）
- 藍天工作室
- 20世紀福斯西班牙公司（ ）
- 20世紀福斯國際公司（20th Century Fox International）
- 福斯澳大利亞製片廠（英语：Fox Studios Australia）
- 福斯洛杉磯製片廠（Fox Studios LA）

### 電視事業

#### 福斯傳媒集團
- 福斯電視集團（Fox Television Group）
  - 20世紀福斯電視公司
    - 第二十電視公司[11]
    - 20世紀福斯電視發行公司（Twentieth Century Fox Television Distribution, digital licensing）
    - 福斯電視工作室（英语：Fox Television Studios）
      - 首輪聯合製片公司（first-run syndication production）
      - MyNetworkTV
      - Movies!（英语：Movies!）（占股50%）

    - 福斯21製片公司（英语：Fox 21 (production company)）

  - Hulu（占股31%）
- FX電視網（FX Networks）[12]
  - FX頻道
  - FXX頻道（英语：FXX）
  - FX電影頻道（英语：FX Movie Channel）
  - FX製作公司（FX Productions）
- 國家地理頻道（國際）（占股50%）
- 國家地理野生頻道
- 海外頻道
  - 意大利福斯傳媒集團
  - 葡萄牙福斯傳媒集團（英语：Fox Networks Group Portugal）
  - 菲律賓福斯傳媒集團（英语：Fox Networks Group Philippines）
  - 比荷盧福斯傳媒集團（英语：Fox Networks Group Benelux）（在比利時、荷蘭及盧森堡地區播出）
  - 日本福斯傳媒集團
  - 哥倫比亞福斯頻道（英语：Fox Telecolombia）（西班牙語頻道）

#### 有線電視資產
- （拉丁美洲有线电视运营商）：与派拉蒙电影公司（隶属维亚康姆）、米高梅電影公司（隶属米高梅控股）和环球电影公司（隶属NBC环球）合资组建。
- （巴西有线电视运营商）：与Globosat（英语：Globosat）、派拉蒙电影公司、米高梅电影公司、环球电影公司及梦工厂電影公司合资组建。

#### 天空衛視
- 塔塔天空卫视（英语：Tata Sky）（服务印度，占股20%）

### 星空傳媒
- Star TV（印度）

## 外部連結
- 21世紀福斯公司 （页面存档备份，存于）官方網站（英文）：福斯娛樂集團母公司
- 福斯娛樂集團[]